# Bankovți, Gabrovo
Bankovți (în bulgară Банковци) este un sat în comuna Gabrovo, regiunea Gabrovo,  Bulgaria. 

## Demografie
Componența etnică a satului Bankovți
     Bulgari (100%)
     Nicio identificare (0%)
     Altele (0%)
La recensământul din 2011, populația satului Bankovți era de 21 locuitori. Din punct de vedere etnic, toți locuitorii erau bulgari.